# 圆叶鸭跖草
圆叶鸭跖草（学名：Commelina benghalensis），又名饭包草、竹叶菜，为鸭跖草科鸭跖草属下的一个种。分布在亚洲热带和亚热带、台湾岛、非洲热带和亚热带以及中国大陆的海南、福建、广西、江西、山东、陕西、云南、河南、湖南、安徽、湖北、河北、江苏、四川、广东、浙江等地，生长于海拔350米至2,300米的地区，多生长在湿地，目前尚未由人工引种栽培。
其种加词“benghalensis”意为“孟加拉国的”。

## 别名
火柴头（江苏南部种子植物手册）